# 宝林寺 (浜松市)
宝林寺（ほうりんじ）は、静岡県浜松市浜名区細江町中川にある黄檗宗の寺院。山名は初山（しょさん）。浜名湖湖北五山の1つ。本尊は釈迦如来。
明から渡日した独湛性瑩が近藤貞用と共に、1664年（寛文4年）に近藤家の菩提寺として開創した。山号の「初山」はこの地で最初の黄檗宗の寺院であることを意味する。二十四諸天像が存在する。叩くと澄んだ音がする「金鳴石」があることでも知られる。

## 文化財

### 重要文化財（国指定）
- 宝林寺 2棟（1981年（昭和56年）6月5日に重要文化財指定）[5]。
  - 仏殿 - 1667年（寛文7年）建立で、明の様式を伝える[5][6]。
  - 方丈 - 1716年（正徳6年）、住職の起居堂として建立される[5][7]。

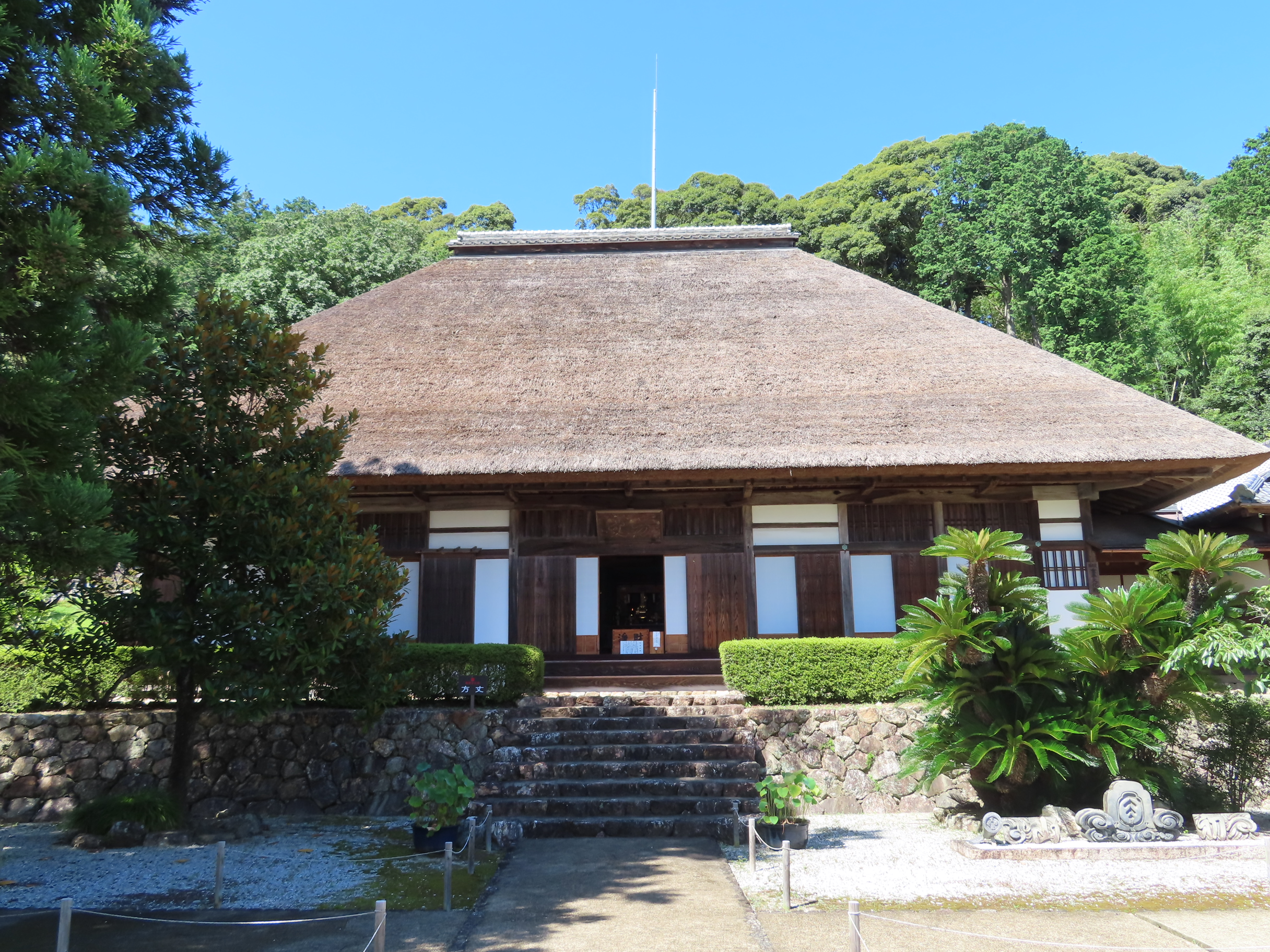
方丈

### 県指定有形文化財

#### 建造物
- 宝林寺山門 - 1693年（元禄6年）建立で、「初山」の扁額は隠元隆琦の揮毫である[8]。

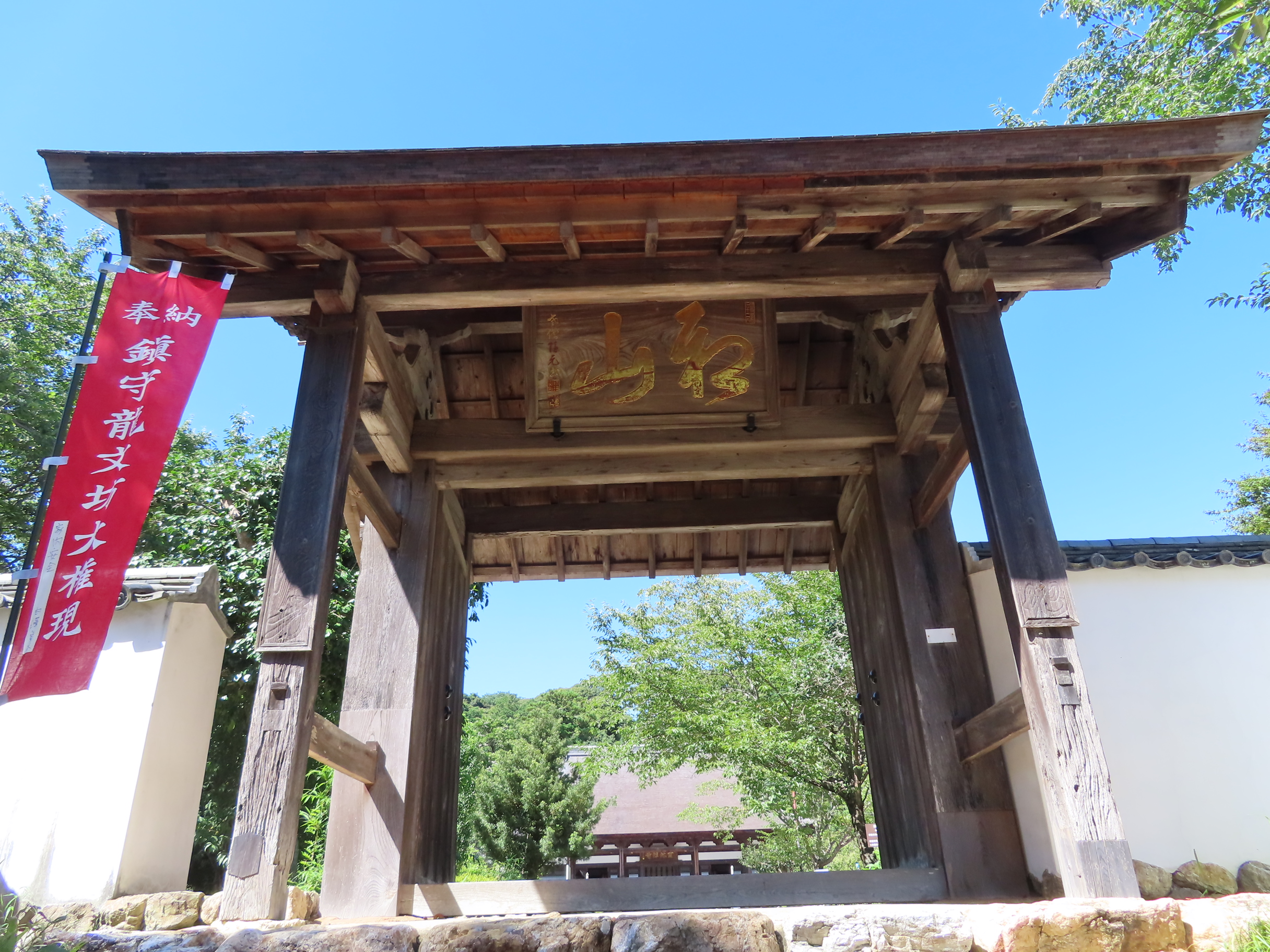
山門

#### 彫刻
- 木造釈迦如来坐像及び両脇侍像 3躯[9]
- 木造達磨大師坐像・伝武帝倚像 2躯[9]
- 木造二十四善神立像 24躯[9]

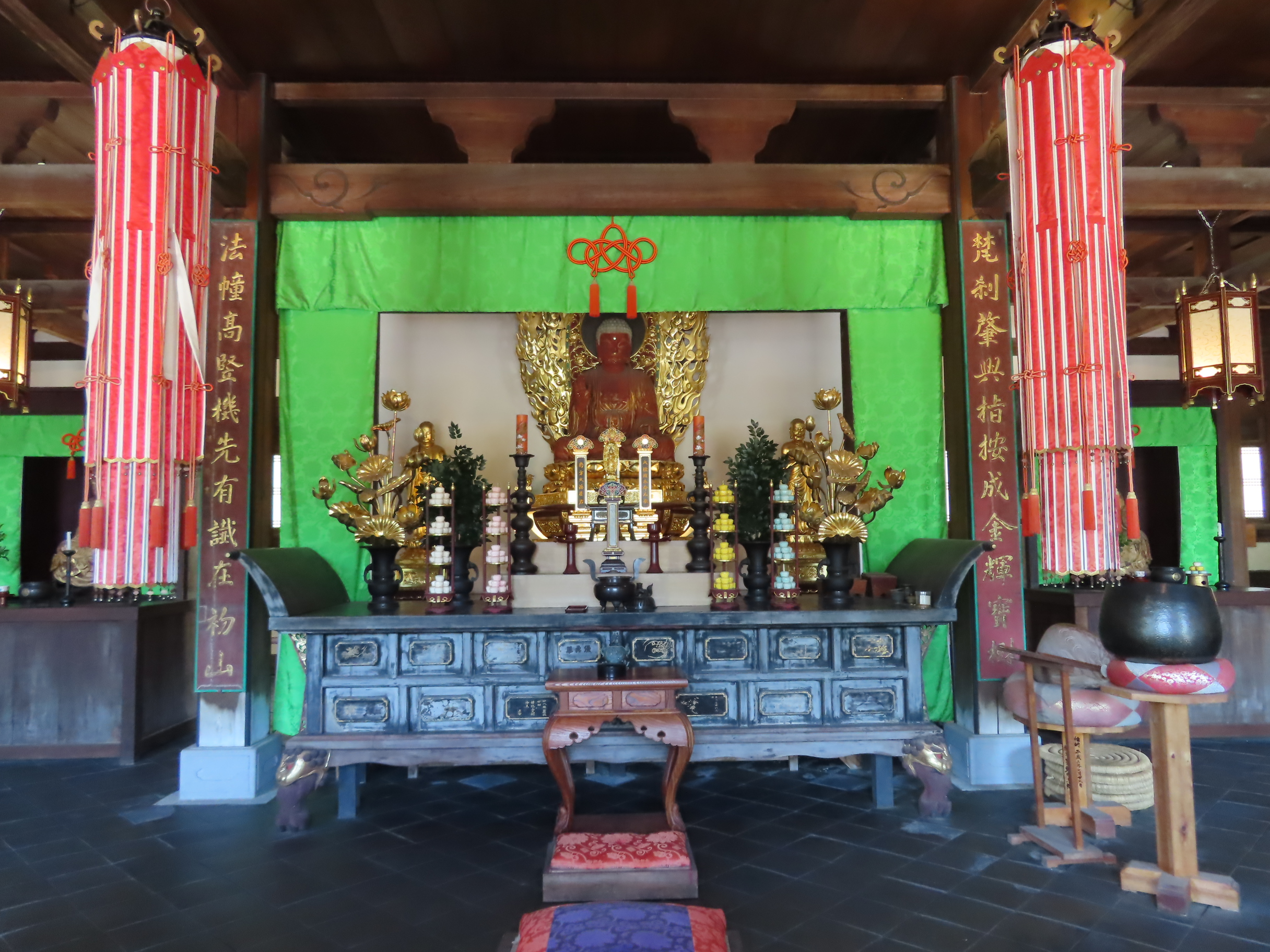
木造釈迦如来坐像及び両脇侍像
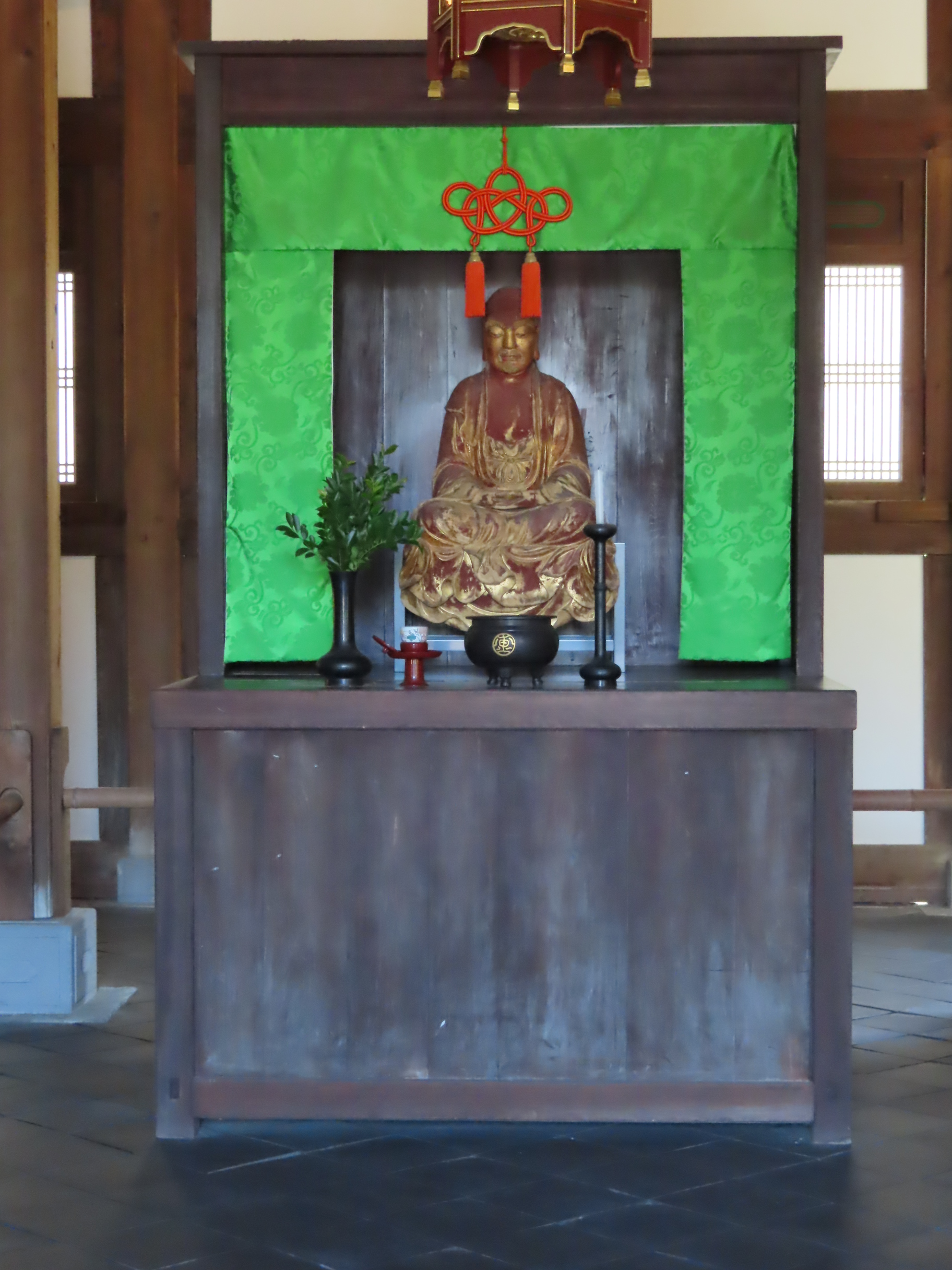
木造達磨大師坐像
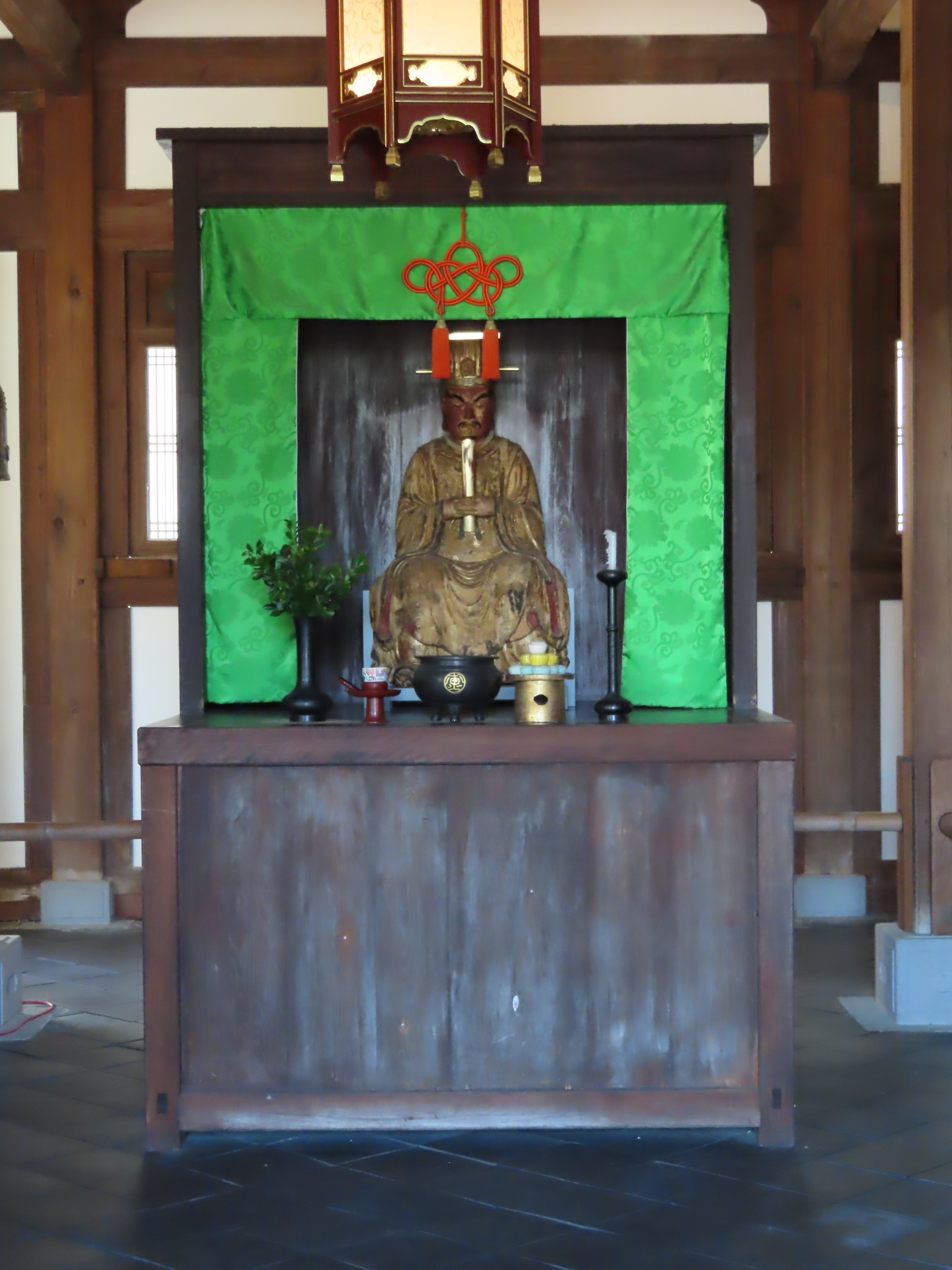
木造伝武帝倚像
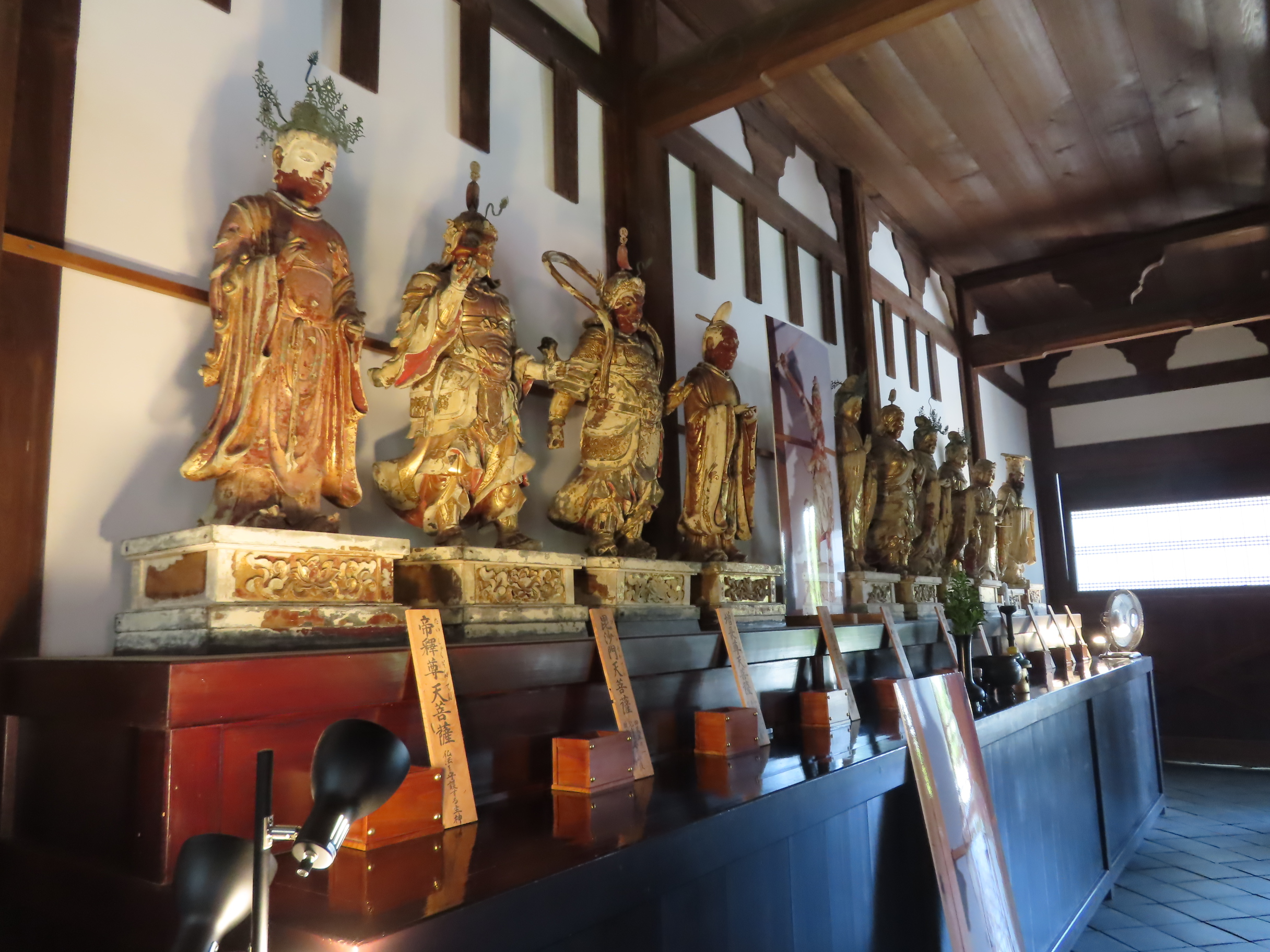
木造二十四善神立像
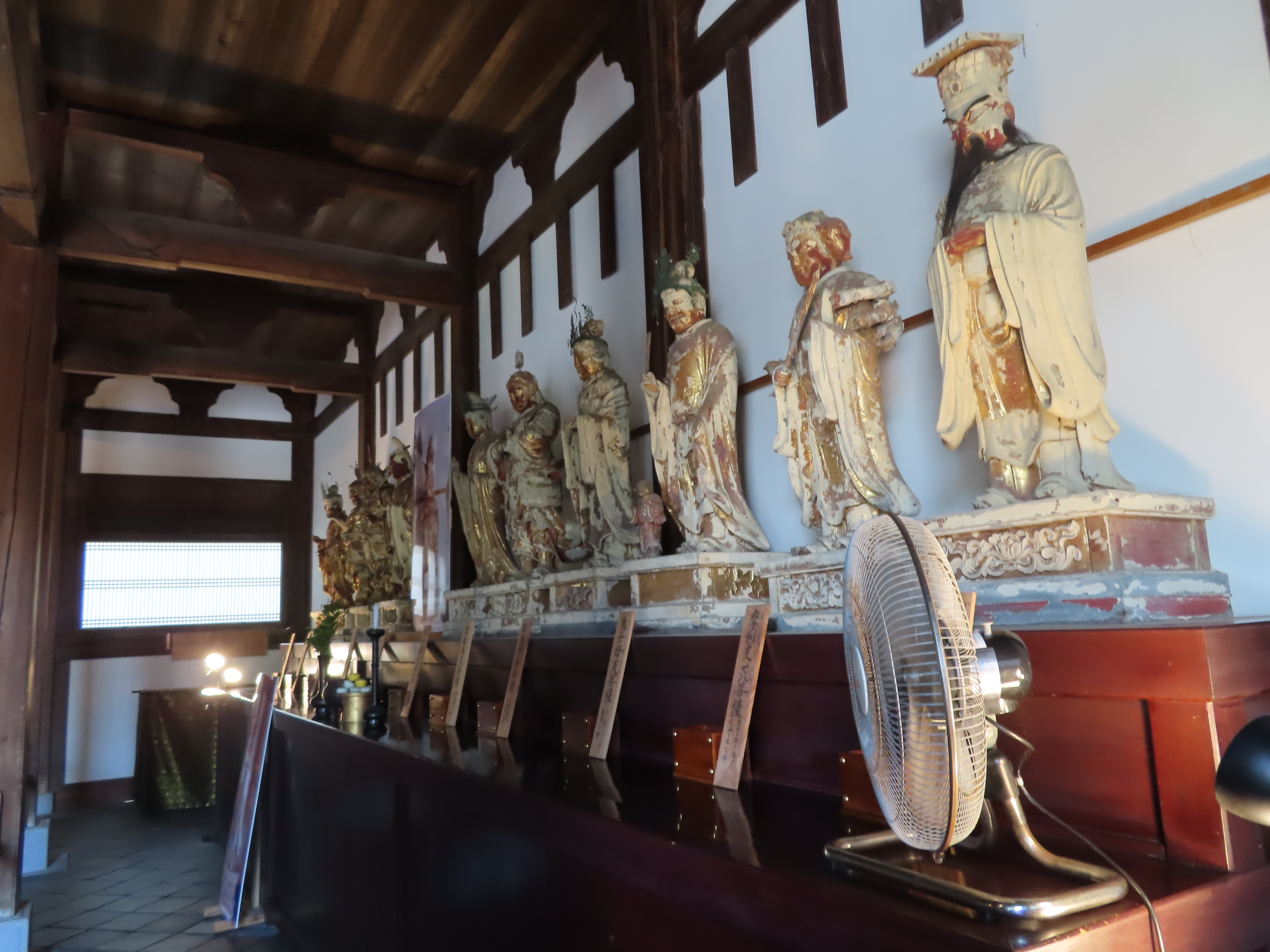
木造二十四善神立像

#### 絵画
- 紙本着色独湛禅師画像[10]
- 紙本着色近藤貞用夫妻画像[10]

### 市指定有形文化財
- 報恩堂[11]

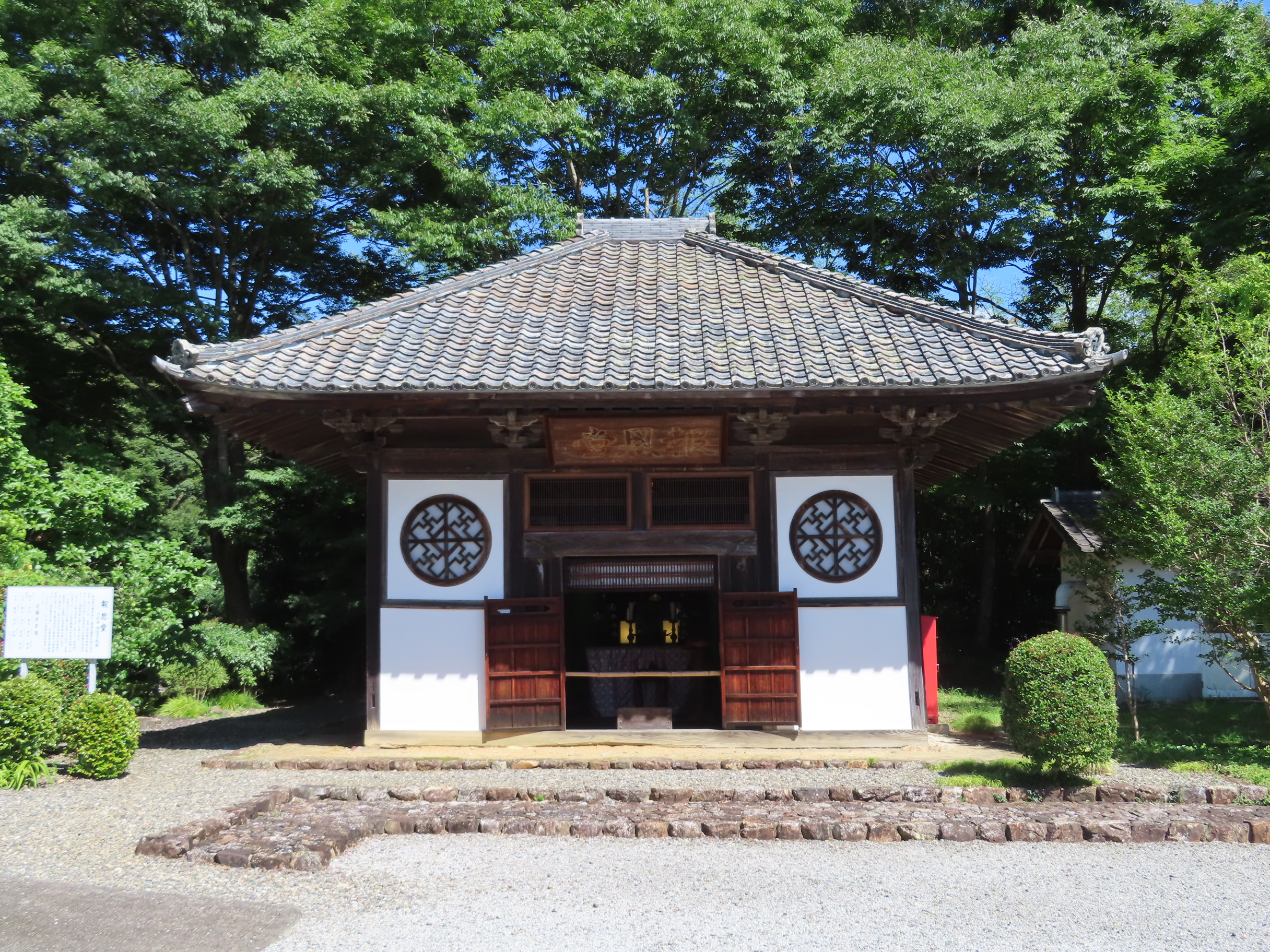
報恩堂

## 交通アクセス
- 天竜浜名湖鉄道金指駅下車徒歩17分